# سبرينغفيلد (لويزيانا)
سبرينغفيلد (بالإنجليزية: Springfield town, Louisiana)‏ هي بلدة تقع بولاية لويزيانا في الولايات المتحدة. تبلغ مساحتها 3.64 كم2، وترتفع عن سطح البحر 4.8768 م، بلغ عدد سكانها 487 نسمة في عام 2010 حسب إحصاء مكتب تعداد الولايات المتحدة وتصل الكثافة السكانية فيها 133.8 نسمة لكل كيلومتر مربع (346.5/ميل2).

## التركيبة السكانية
حدّد مكتب تعداد الولايات المتحدة بيانات التركيبة السكانية لسبرينغفيلد في تعداد الولايات المتحدة. في ما يلي، التركيبة السكانية حسب تعدادي 2000 و2010.

### تعداد عام 2000
بلغ عدد سكان سبرينغفيلد 395 نسمة بحسب تعداد عام 2000، وبلغ عدد الأسر 162 أسرة وعدد العائلات 116 عائلة مقيمة في البلدة. في حين سجلت الكثافة السكانية 108.5 نسمة لكل كيلومتر مربع (281.0/ميل2). وبلغ عدد الوحدات السكنية 185 وحدة بمتوسط كثافة قدره 50.8 لكل كيلومتر مربع (131.6/ميل2).
وتوزع التركيب العرقي للبلدة بنسبة 96.20% من البيض و2.03% من الأمريكيين الأفارقة و0.25% من الأمريكيين ذوي الأصول الآسيوية و1.52% من عرقين مختلطين أو أكثر.
بلغ عدد الأسر 162 أسرة كانت نسبة 32.1% منها لديها أطفال تحت سن الثامنة عشر تعيش معهم، وبلغت نسبة الأزواج القاطنين مع بعضهم البعض 51.9% من أصل المجموع الكلي للأسر، ونسبة 12.3% من الأسر كان لديها معيلات من الإناث دون وجود شريك، بينما كانت نسبة 7.4% من الأسر لديها معيلون من الذكور دون وجود شريكة وكانت نسبة 28.4% من غير العائلات. تألفت نسبة 25.9% من أصل جميع الأسر من عدة أفراد يعيشون في نفس المنزل ونسبة 11.1% كانت تتألف من شخص يعيش بمفرده يبلغ من العمر 65 عاماً أو أكثر. وبلغ متوسط حجم الأسرة المعيشية 2.44، أما متوسط حجم العائلات فبلغ 2.90.
بلغ العمر الوسطي للسكان 40.8 عاماً. وكانت نسبة 23.5% من القاطنين تحت سن الثامنة عشر، وكانت نسبة 8.1% بين الثامنة عشر والرابعة والعشرين عاماً، ونسبة 24.1% كانت واقعةً في الفئة العمرية ما بين الخامسة والعشرين والرابعة والأربعين عاماً، ونسبة 28.4% كانت ما بين الخامسة والأربعين والرابعة والستين، ونسبة 15.9% كانت ضمن فئة الخامسة والستين عاماً فما فوق. يوجد لكل 100 أنثى 101.5 ذكر، ويوجد لكل 100 أنثى في الثامنة عشر من عمرها فما فوق 89.9 ذكر.
بلغ متوسط دخل الأسرة في البلدة 28125 دولارًا، أما متوسط دخل العائلة فبلغ 48750 دولارًا. وكان متوسط دخل الذكور 35536 دولارًا مقابل 21667 دولارًا للإناث. وسجل دخل الفرد الخاص بالبلدة 17075 دولارًا. وكانت نسبة 19% من العائلات ونسبة 20.8% من السكان تحت خط الفقر، وكان من هؤلاء نسبة 35.2% تحت سن الثامنة عشر ونسبة 15.6% في الخامسة والستين من العمر وما فوق.

### تعداد عام 2010
بلغ عدد سكان سبرينغفيلد 487 نسمة بحسب تعداد عام 2010، وبلغ عدد الأسر 196 أسرة وعدد العائلات 141 عائلة مقيمة في البلدة. في حين سجلت الكثافة السكانية 133.8 نسمة لكل كيلومتر مربع (346.5/ميل2). وبلغ عدد الوحدات السكنية 214 وحدة بمتوسط كثافة قدره 58.8 لكل كيلومتر مربع (152.3/ميل2).
وتوزع التركيب العرقي للبلدة بنسبة 94.25% من البيض و4.72% من الأمريكيين الأفارقة و1.03% من عرقين مختلطين أو أكثر و0.62% من الهسبانيون أو اللاتينيون من أي عرق.
بلغ عدد الأسر 196 أسرة كانت نسبة 33.7% منها لديها أطفال تحت سن الثامنة عشر تعيش معهم، وبلغت نسبة الأزواج القاطنين مع بعضهم البعض 49% من أصل المجموع الكلي للأسر، ونسبة 18.4% من الأسر كان لديها معيلات من الإناث دون وجود شريك، بينما كانت نسبة 4.6% من الأسر لديها معيلون من الذكور دون وجود شريكة وكانت نسبة 28.1% من غير العائلات. تألفت نسبة 24.5% من أصل جميع الأسر من عدة أفراد يعيشون في نفس المنزل ونسبة 10.7% كانت تتألف من شخص يعيش بمفرده يبلغ من العمر 65 عاماً أو أكثر. وبلغ متوسط حجم الأسرة المعيشية 2.48، أما متوسط حجم العائلات فبلغ 2.94.
بلغ العمر الوسطي للسكان 40.9 عاماً. وكانت نسبة 22.4% من القاطنين تحت سن الثامنة عشر، وكانت نسبة 9.7% بين الثامنة عشر والرابعة والعشرين عاماً، ونسبة 23.6% كانت واقعةً في الفئة العمرية ما بين الخامسة والعشرين والرابعة والأربعين عاماً، ونسبة 27.3% كانت ما بين الخامسة والأربعين والرابعة والستين، ونسبة 17% كانت ضمن فئة الخامسة والستين عاماً فما فوق. وتوزع التركيب الجنسي للسكان بنسبة 49.9% ذكور و50.1% إناث.